# Thomas Kennedy
Thomas James Kennedy (Carleton Place, 28 settembre 1884 – 9 gennaio 1937) è stato un maratoneta statunitense.
Kennedy partecipò alla maratona ai Giochi olimpici di Saint Louis 1904, senza riuscire a completarla.